# Мост в Аржантёе
«Мост в Аржантёе» (фр. Le Pont d'Argenteuil) — картина французского художника-импрессиониста Клода Моне, созданная в 1874 году. На картине изображен берег Сены у подножия автомобильного моста, соединяющего Аржентёе и Женвилье. Работа была представлена публике во время второй выставки импрессионистов 1876 года. 

## История
Картина была приобретена известным коллекционером Жаном-Батистом Фором, затем сменила несколько вледельцев. В 1937 году перешла в собственность Лувра, а в 1986 году передана музею Орсе.
В 2007 году картина подверглась вандализму. В ночь с 6 на 7 октября несколько человек, находящихся в состоянии алкогольного опьянения, проникли в музей Орсе через запасной выход. Один из них ударил по картине и разорвал её в центре холста. Позже картина была отреставрирована.

## Ссылка
- Картина на сайте музея Орсе